# Untertauern
Untertauern ist eine Gemeinde mit 461 Einwohnern (Stand 1. Jänner 2024) im Bezirk St. Johann im Pongau im Salzburger Land in Österreich.

## Geografie
Die Gemeinde liegt im Pongau im Salzburger Land an der Nordseite des Radstädter Tauernpasses, im Tal der Pongauer Taurach und besteht aus der einzigen Katastralgemeinde Untertauern. Die Gemeinde gehörte bis 2004 zum Gerichtsbezirk Radstadt und ist seit dem 1. Jänner 2005 Teil des Gerichtsbezirks Sankt Johann im Pongau. Zu den höchsten Bergen gehören in den Radstädter Tauern der Große Pleißlingkeil (2501 m ü. A.), die Großwandspitzen (2437 m ü. A., 2380 m ü. A.), die Glöcknerin (2433 m ü. A.), die Zehnerkarspitze (2382 m ü. A.) und die Gamsleitenspitze (2359 m ü. A.), und in den Schladminger Tauern die Seekarspitze (2350 m ü. A.).

### Gemeindegliederung
Das Gemeindegebiet umfasst folgende zwei Ortschaften (in Klammern Einwohnerzahl Stand 1. Jänner 2024):
- Obertauern (192)
- Untertauern (269)

Ortsteile sind Untertauern und Obertauern, wobei allerdings ein Teil von Obertauern auch zur Gemeinde Tweng gehört. Mit Verordnung vom 17. September 2009 wurden Straßen- und Wegbezeichnungen eingeführt. Zwischen den beiden Ortsteilen liegt die Gnadenalm, eine Hochalm am Radstädter Tauernpass.

### Nachbargemeinden
|            | Radstadt                                    |                 |
| Altenmarkt | Kompassrose, die auf Nachbargemeinden zeigt | Forstau         |
| Flachau    | Tweng (TA)                                  | Weißpriach (TA) |

## Geschichte
Das Gemeindegebiet von Untertauern war schon zur Römerzeit besiedelt. Im 4. Jh. ist hier auf der Tabula Peutingeriana die römische Straßenstation In Alpe verzeichnet, die heute Radstädter Tauernpass genannt wird. Die Distanzen zwischen den Stationen sind auf dem Wappen verewigt worden.
Die Station wird am Tauernfriedhof lokalisiert. Man grub dort seit 1825 verschiedene Geräte, römische Münzen, Meilensteine u. v. m. aus.
1143 ist der heutige Name als in Thuro monte erstgenannt.
Das Hotel Lürzerhof wurde bereits im 14. Jahrhundert nachgewiesen.
Am 2. Juli 1911 wurde der renommierte Österreichische Maler Lucas Suppin in Untertauern geboren. Sein Vater, Georg Suppin, war zu dieser Zeit Dorflehrer.

## Politik

### Gemeinderat
| Gemeinderatswahl 2024Wahlbeteiligung: 85,1 % 403020100 35,2 % (−4,7 %p)26,7 % (+0,2 %p)24,1 % (+6,3 %p)14,0 % (−2,1 %p) ÖVPLHGFUOFPÖ20192024 |

Die Gemeindevertretung hat insgesamt 9 Mitglieder.
- Mit den Gemeindevertretungs- und Bürgermeisterwahlen in Salzburg 2004 hatte die Gemeindevertretung folgende Verteilung: 4 ÖVP, 3 SPÖ, und 2 PFH.
- Mit den Gemeindevertretungs- und Bürgermeisterwahlen in Salzburg 2009 hatte die Gemeindevertretung folgende Verteilung: 4 ÖVP, 4 SPÖ, und 1 FPÖ.
- Mit den Gemeindevertretungs- und Bürgermeisterwahlen in Salzburg 2014 hatte die Gemeindevertretung folgende Verteilung: 3 ÖVP, 3 SPÖ, und 3 GFUO.
- Mit den Gemeindevertretungs- und Bürgermeisterwahlen in Salzburg 2019 hatte die Gemeindevertretung folgende Verteilung: 4 ÖVP, 2 LH, 2 GFUO, und 1 FPÖ.[2]
- Mit den Gemeindevertretungs- und Bürgermeisterwahlen in Salzburg 2024 hat die Gemeindevertretung folgende Verteilung: 3 ÖVP, 3 LH, 2 GFUO und 1 FPÖ.[3]

### Bürgermeister
- 1970–1989 Johann Bernhofer[4]
- 1989–2004 Dieter Kindl[5]
- seit 2004 Johann Habersatter (Liste Habersatter)[6]

### Wappen
Das am 31. Dezember 1937 verliehene Wappen der Gemeinde ist: „Ein zweimal geteilter Schild. Das oberste grüne Feld ist mit einem nach unten offenen silbernem Hufeisen, das mittlere silberne Feld mit den schwarzen Lapidar-Buchstaben „M.P.LVII“ und das unterste grüne Feld mit einem goldenen Posthorn mit roter und weißer Schnur und Quaste belegt.“ Der Ort hat keine Flagge.
„M.P.LVII“ steht für mille passus, also römische Meile und Meilenstein 57, entsprechend einer Distanz von 84 km.

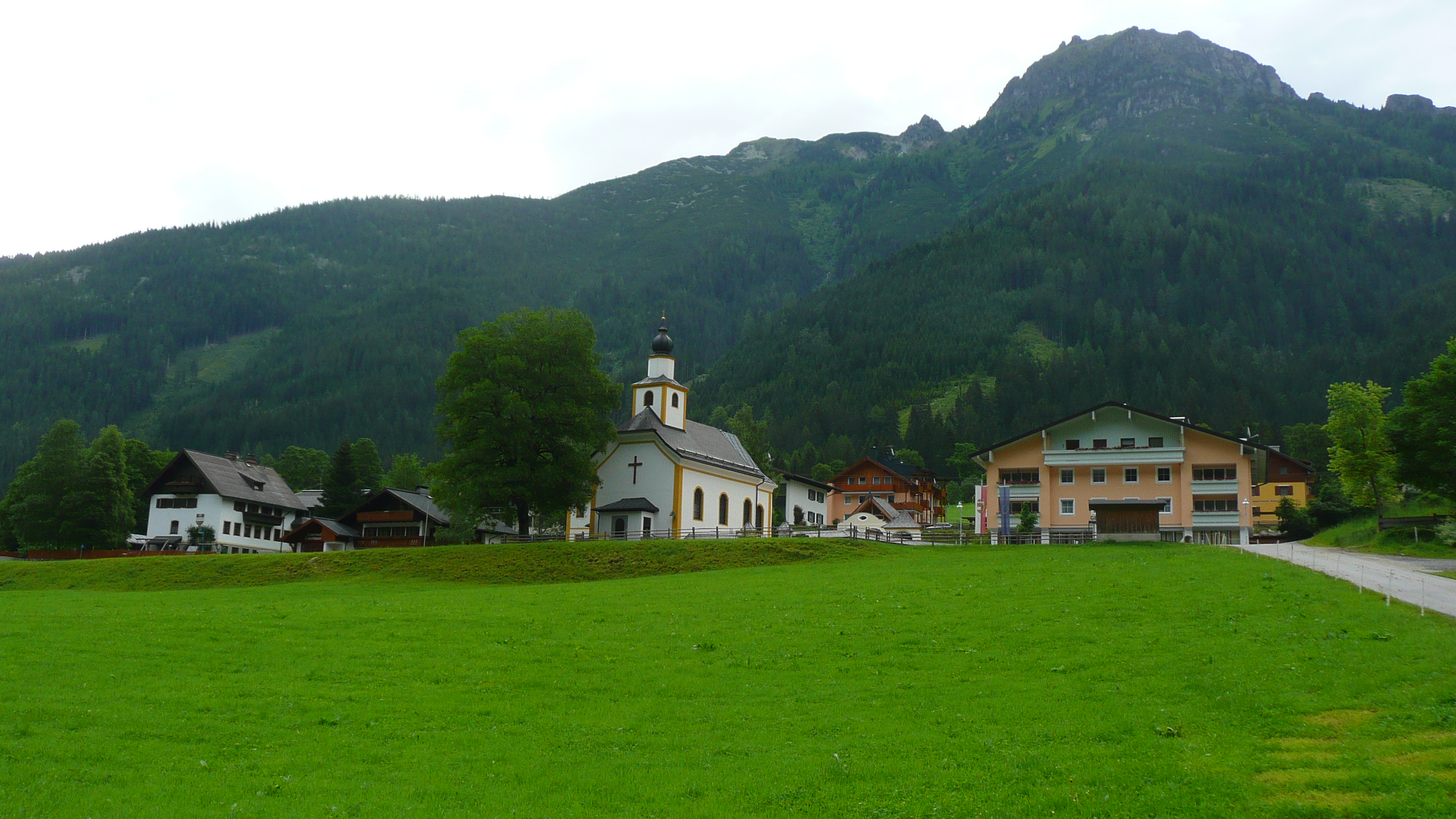
Untertauern, von der Katschberg Straße aus gesehen
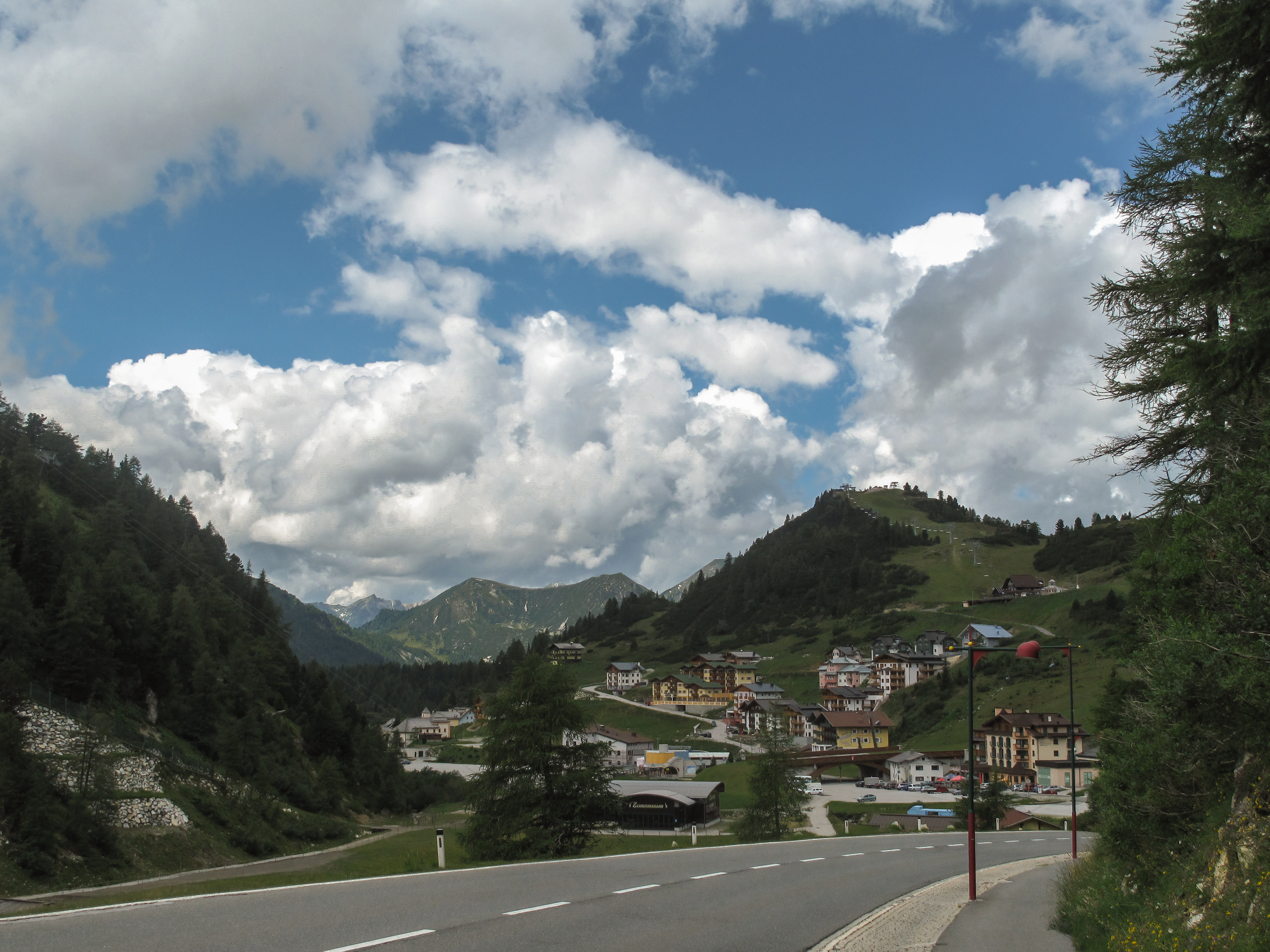
Obertauern, das Dorf
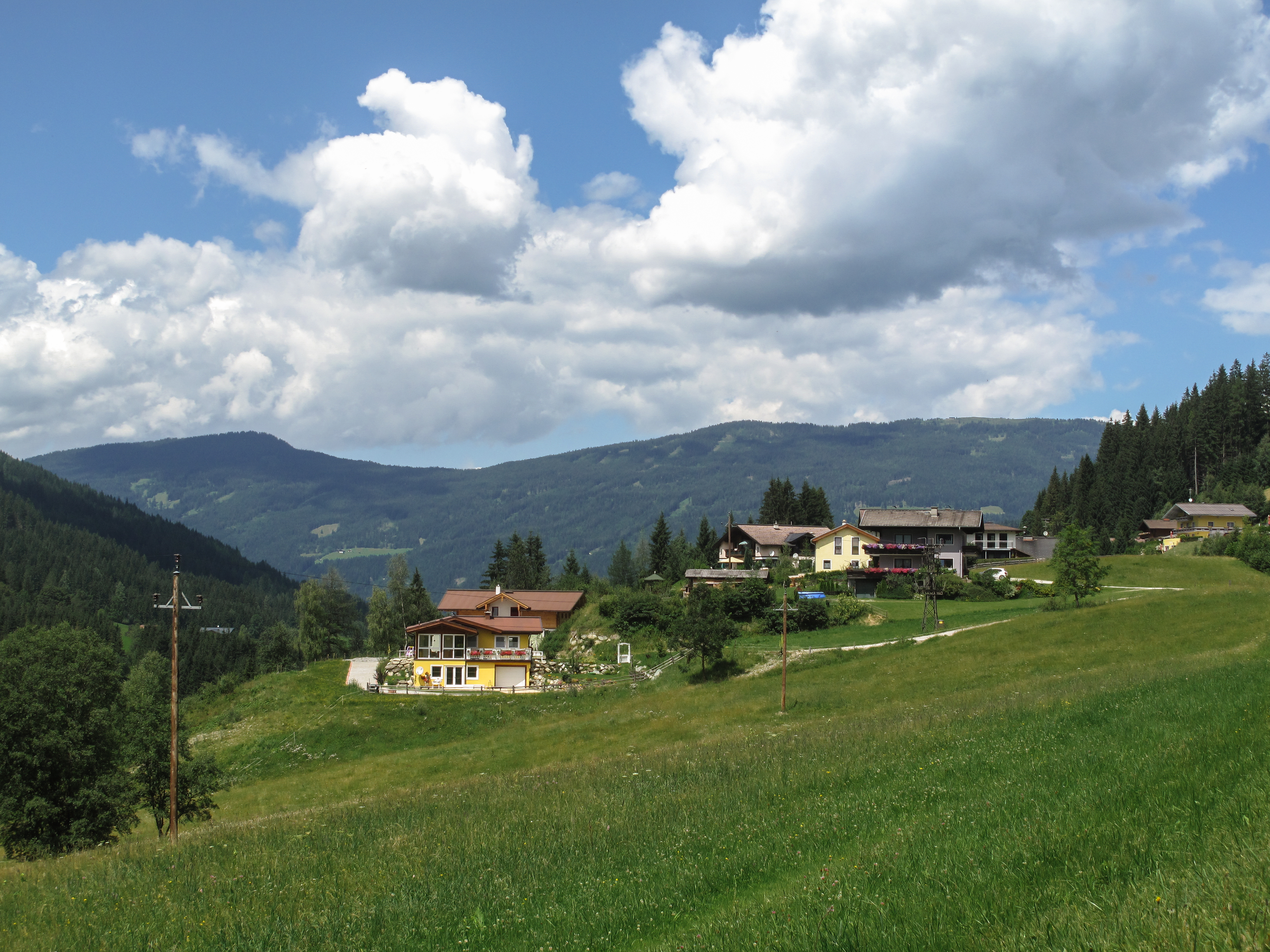
Zwischen Untertauern und Radstadt, Panorama (mit Häusern)

## Kultur und Sehenswürdigkeiten

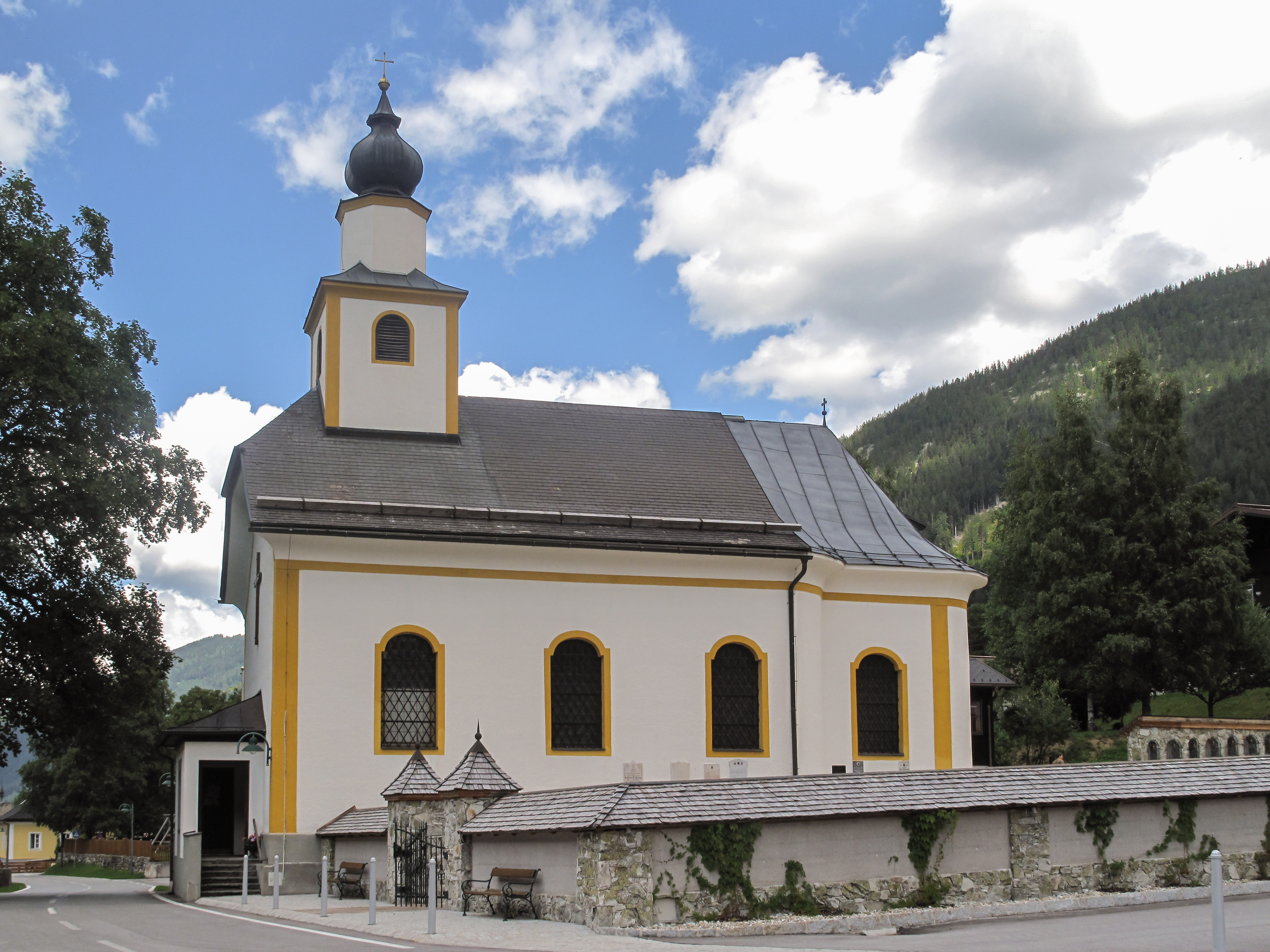
Pfarrkirche Untertauern

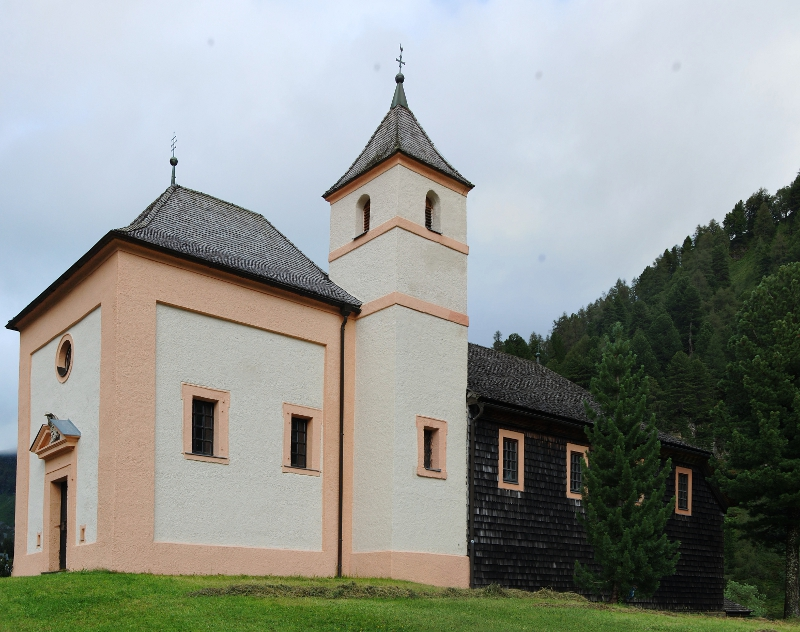
Filialkirche Obertauern

- Katholische Pfarrkirche Untertauern hl. Josef
- Katholische Filialkirche Obertauern hl. Petrus
- Tauernfriedhof
- Tauernhaus Wisenegg

## Wirtschaft und Infrastruktur
Im Gemeindegebiet liegende Silber- und Kupferbergwerke wurden 1910 aufgelassen.
In Kooperation mit dem Hotel Lürzerhof betreiben die Österreichischen Bundesforste seit 2019 das Kleinwasserkraftwerk Taurach, das durch eine 2,1 km lange Druckrohrleitung mit rund 145 m Höhenunterschied und 1 m Durchmesser gespeist wird. Die Leitung verläuft entlang der Katschbergstraße B99, größtenteils unterirdisch und durch den 420 m langen Christina-Stollen.

### Tourismus
Zur Gemeinde gehört ein Teil der Schiregion Obertauern. Im Talort von Untertauern wird ganzjährig Tourismus betrieben. Auf der Gnadenalm befindet sich im Winter eine Langlaufloipe, Pferdeschlittenfahrten und eine beleuchtete Rodelbahn.

### Verkehr
- Straße: Durch die Gemeinde führt die Katschberg Straße B 99 von Radstadt auf den Radstädter Tauernpass (1738 m).

## Persönlichkeiten
- Franz Hornegger (* 1953, PFH), Gemeinderat[9]
- Lucas Suppin (gebürtig Lukas, * 2. Juli 1911 in Untertauern; † 24. Februar 1998 in Salzburg),  österreichischer Maler